# Thézillieu
Thézillieu és un antic municipi francès, situat al departament de l'Ain i a la regió d'Alvèrnia-Roine-Alps. L'1 de gener de 2019 esdevé un municipi delegat, al si del municipi nou Plateau d'Hauteville. L'any 2007 tenia 312 habitants.

## Demografia

### Població
El 2007 la població de fet de Thézillieu era de 312 persones. Hi havia 136 famílies de les quals 36 eren unipersonals (4 homes vivint sols i 32 dones vivint soles), 44 parelles sense fills, 44 parelles amb fills i 12 famílies monoparentals amb fills.
La població ha evolucionat segons el següent gràfic:
Habitants censats

### Habitatges
El 2007 hi havia 231 habitatges, 136 eren l'habitatge principal de la família, 82 eren segones residències i 13 estaven desocupats. 210 eren cases i 21 eren apartaments. Dels 136 habitatges principals, 102 estaven ocupats pels seus propietaris, 28 estaven llogats i ocupats pels llogaters i 7 estaven cedits a títol gratuït; 3 tenien dues cambres, 13 en tenien tres, 35 en tenien quatre i 86 en tenien cinc o més. 106 habitatges disposaven pel capbaix d'una plaça de pàrquing. A 67 habitatges hi havia un automòbil i a 57 n'hi havia dos o més.

### Piràmide de població
La piràmide de població per edats i sexe el 2009 era:
| Homes | Edats   | Dones |
| ----- | ------- | ----- |
| 0     | 95 o +  | 0     |
| 0     | 90 a 94 | 4     |
| 0     | 85 a 89 | 0     |
| 0     | 80 a 84 | 0     |
| 4     | 75 a 79 | 4     |
| 4     | 70 a 74 | 12    |
| 16    | 65 a 69 | 8     |
| 8     | 60 a 64 | 12    |
| 0     | 55 a 59 | 12    |
| 8     | 50 a 54 | 12    |
| 20    | 45 a 49 | 4     |
| 8     | 40 a 44 | 16    |
| 4     | 35 a 39 | 0     |
| 20    | 30 a 34 | 28    |
| 12    | 25 a 29 | 4     |
| 4     | 20 a 24 | 4     |
| 0     | 15 a 19 | 4     |
| 8     | 10 a 14 | 4     |
| 8     | 5 a 9   | 12    |
| 16    | 0 a 4   | 20    |

## Economia
El 2007 la població en edat de treballar era de 186 persones, 141 eren actives i 45 eren inactives. De les 141 persones actives 134 estaven ocupades (76 homes i 58 dones) i 7 estaven aturades (3 homes i 4 dones). De les 45 persones inactives 21 estaven jubilades, 11 estaven estudiant i 13 estaven classificades com a «altres inactius».

### Ingressos
El 2009 a Thézillieu hi havia 144 unitats fiscals que integraven 319 persones, la mediana anual d'ingressos fiscals per persona era de 16.785 €.

### Activitats econòmiques
Dels 8 establiments que hi havia el 2007, 1 era d'una empresa de fabricació de material elèctric, 2 d'empreses de construcció, 2 d'empreses de comerç i reparació d'automòbils, 1 d'una empresa d'hostatgeria i restauració, 1 d'una entitat de l'administració pública i 1 d'una empresa classificada com a «altres activitats de serveis».
Dels 4 establiments de servei als particulars que hi havia el 2009, 1 era un paleta, 1 electricista, 1 perruqueria i 1 restaurant.
L'any 2000 a Thézillieu hi havia 13 explotacions agrícoles que ocupaven un total de 540 hectàrees.

## Equipaments sanitaris i escolars
El 2009 hi havia una escola elemental.

## Poblacions més properes
El següent diagrama mostra les poblacions més properes.